# Ken Matsudaira
 (octobre 2019).
Si vous disposez d'ouvrages ou d'articles de référence ou si vous connaissez des sites web de qualité traitant du thème abordé ici, merci de compléter l'article en donnant les références utiles à sa vérifiabilité et en les liant à la section « Notes et références ».
Ken Matsudaira (松平 健, Matsudaira Ken) surnommé familièrement Matsuken, né le 28 novembre 1953 à Toyohashi dans la préfecture d'Aichi au Japon, est un acteur, chanteur et danseur japonais.

## Biographie
En 1969, il débute comme figurant au théâtre puis, en 1974 il devient manager pour la compagnie Katsu Productions, dirigée par Shintarō Katsu. Il devient célèbre avec la série Abarenbō Shōgun (en) en 1978 sur la chaîne TV Asahi.
Il obtient de petits rôles dans différents dramas, et joue dans quelques films dont un rôle remarqué dans Baruto no Gakuen (en), un film sur la première guerre mondiale sortie en 2006.
En parallèle aux séries et dramas, il fait des tournées théâtrales au Japon. Jouant des pièces historiques, il prend l'habitude de finir ses spectacles en chantant quelques chansons.
Outre la gloire que lui a apporté sa série, il lance vraiment sa deuxième vie en 2005 avec l’énorme succès que lui apporte Matsuken Samba II, un morceau de samba léger et parodique qu'il chante en kimono lamé entouré de danseuses déguisées en geishas.
Il continue à mener de front ses différentes activités avec plus ou moins de succès mais reste une figure incontournable du paysage audiovisuel japonais.

## Filmographie sélective
- Abarenbo Shogun (1978-2004)
- Baruto no Gakuen (2006)
- Legal High (2014)
- Le bleu du ciel dans ses yeux (2019, film d'animation)

## Musique
- Matsuken Samba I (1992)
- Matsuken Samba II (1994-2004)
- Matsuken Samba III (2005)
- Matsuken no Awa odori (2006)